# Xã Angle, Quận Lake of the Woods, Minnesota
Xã Angle (tiếng Anh: Angle Township) là một xã thuộc quận Lake of the Woods, tiểu bang Minnesota, Hoa Kỳ. Năm 2010, dân số của xã này là 119 người.